# Лэчжи
Лэчжи́ (кит. упр. 乐至, пиньинь Lèzhì) — уезд городского округа Цзыян провинции Сычуань (КНР).

## История
При империи Северная Чжоу в 575 году был образован уезд Доя (多业县).
При империи Суй в 593 году уезд Доя был переименован в уезд Цзиньцы (普慈县).
При империи Тан в 620 году из уезда Цзиньцы был выделен уезд Лэчжи. При империи Северная Сун в 967 году уезд Цзинцы был присоединён к уезду Лэчжи. Во время монгольского нашествия уезд был расформирован.
При империи Юань эти земли входили в состав округа Суйнин (遂宁州). В 1344 году здесь был образован уезд Аньюэ (安岳县).
При империи Мин в 1465 году из уезда Аньюэ был выделен уезд Лэчжи.
Во время маньчжурского завоевания Китая эти земли обезлюдели, поэтому в начале империи Цин структуры государственной власти здесь фактически отсутствовали. В 1663 году они были подчинены уезду Суйнин, в 1665 — к уезду Пэнси, в 1671 году уезд Лэчжи был воссоздан, а к нему был присоединён уезд Аньюэ. В 1728 году уезд Аньюэ был выделен вновь.
В 1950 году был образован Специальный район Суйнин (遂宁专区), и уезд Лэчжи вошёл в его состав. В 1958 году Специальный район Суйнин был расформирован, и уезд Лэчжи перешёл в Специальный район Нэйцзян (内江专区). В 1970 году Специальный район Нэйцзян был переименован в Округ Нэйцзян (内江地区). В 1985 году постановлением Госсовета КНР Округ Нэйцзян был преобразован в Городской округ Нэйцзян (内江市).
В 1998 году постановлением Госсовета КНР из Городского округа Нэйцзян был выделен Округ Цзыян (资阳地区), в который вошли уезды Аньюэ и Лэчжи, а также городские уезды Цзыян и Цзяньян. В 2000 году постановлением Госсовета КНР Округ Цзыян был преобразован в Городской округ Цзыян.

## Административное деление
Уезд Лэчжи делится на 17 посёлков и 8 волостей.